# Могилец (Болгария)
Могилец (болг. Могилец) — село в Болгарии. Находится в Тырговиштской области, входит в общину Омуртаг. Население составляет 520 человек (2022).

## Политическая ситуация
В местном кметстве Могилец, в состав которого входит Могилец, должность кмета (старосты) исполняет Мустафа Алиев Мустафов (Движение за права и свободы (ДПС)) по результатам выборов правления кметства.
Кмет (мэр) общины Омуртаг — Неждет Джевдет Шабан Движение за права и свободы (ДПС)) по результатам выборов в правление общины.